# Chevannes (Loiret)
Chevannes ist eine französische Gemeinde mit 319 Einwohnern (Stand: 1. Januar 2022) im Département Loiret in der Region Centre-Val de Loire. Chevannes gehört zum Arrondissement Montargis und zum Kanton Courtenay. Die Einwohner werden Chevannois genannt.

## Geographie
Chevannes liegt etwa 78 Kilometer ostnordöstlich von Orléans in der Landschaft Gâtinais. Das Gemeindegebiet wird vom Fluss Betz und seinem Zufluss Sainte-Rose durchquert. Umgeben wird Chevannes von den Nachbargemeinden Bransles im Norden und Nordwesten, Égreville im Norden und Nordosten, Chevry-sous-le-Bignon im Osten und Nordosten, Pers-en-Gâtinais im Osten und Südosten, Griselles im Süden und Südwesten sowie Ferrières-en-Gâtinais im Westen und Südwesten.

## Bevölkerungsentwicklung
| Jahr                       | 1962 | 1968 | 1975 | 1982 | 1990 | 1999 | 2006 | 2018 |
| Einwohner                  | 227  | 194  | 214  | 198  | 230  | 291  | 287  | 320  |
| Quellen: Cassini und INSEE |      |      |      |      |      |      |      |      |

## Sehenswürdigkeiten
- Kirche Saint-Sulpice aus dem 15./16. Jahrhundert
- Kapelle Notre-Dame-de-Pitié aus dem 12. Jahrhundert

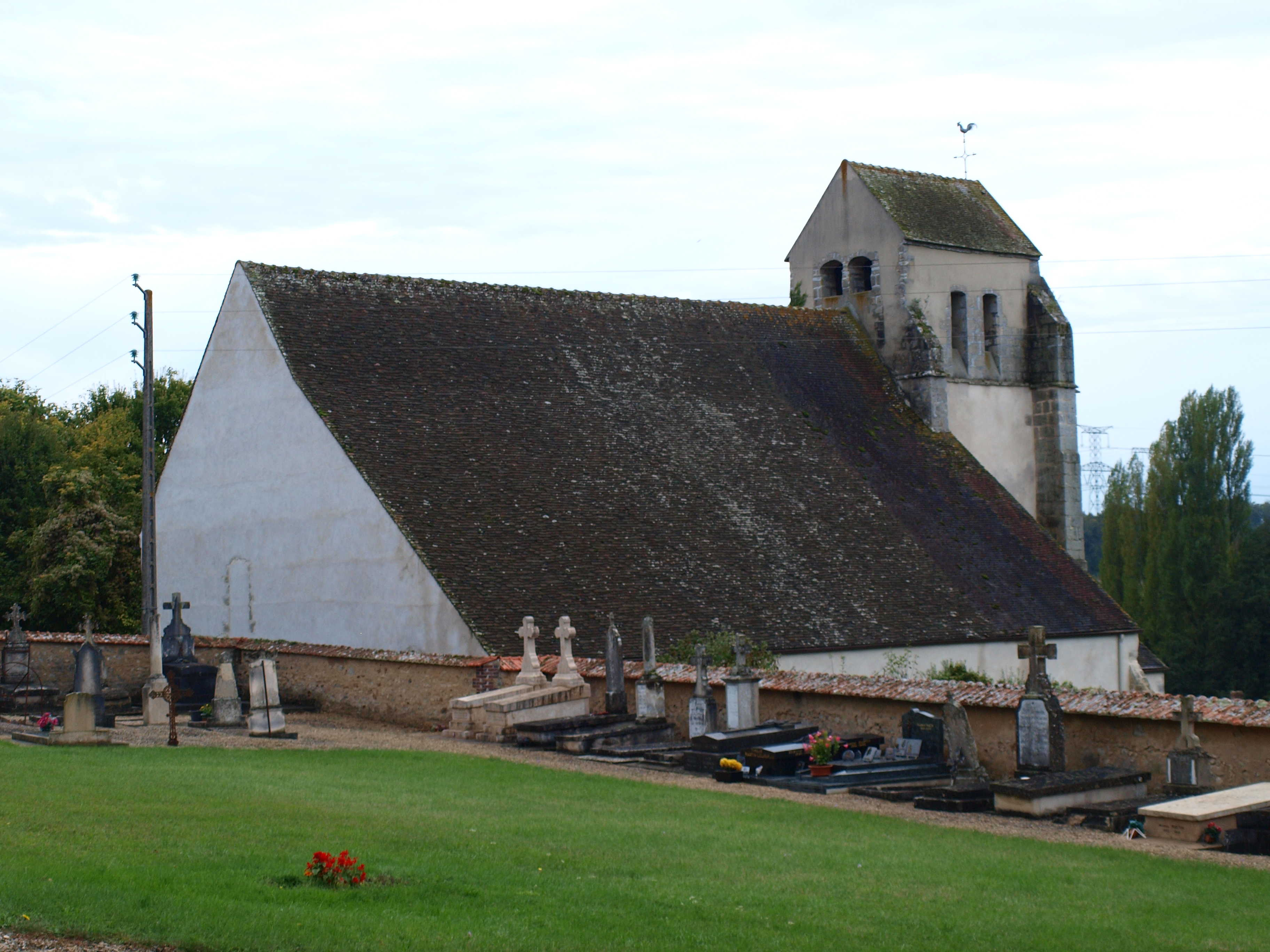
Kirche Saint-Sulpice
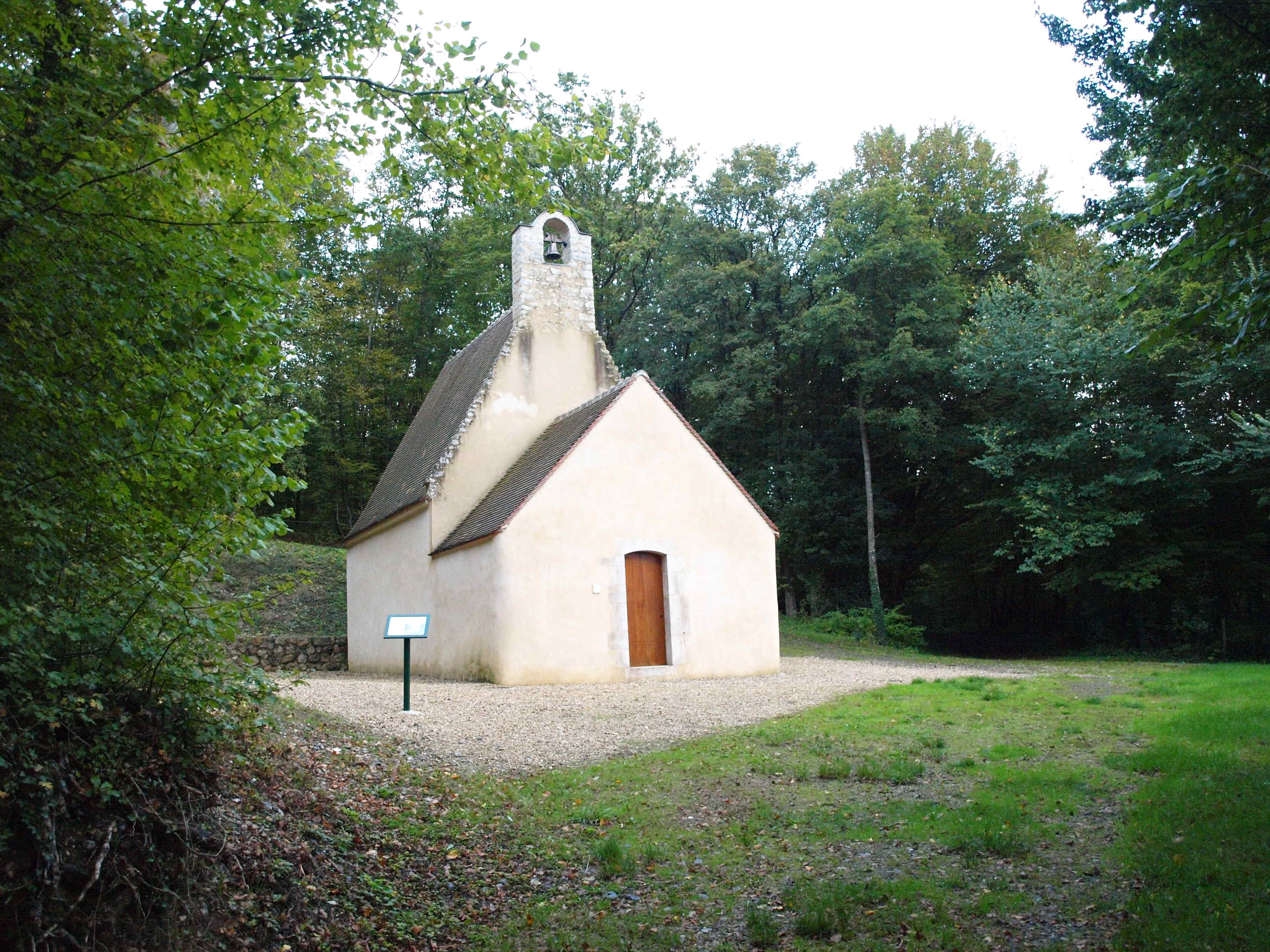
Kapelle Notre-Dame-de-Pitié
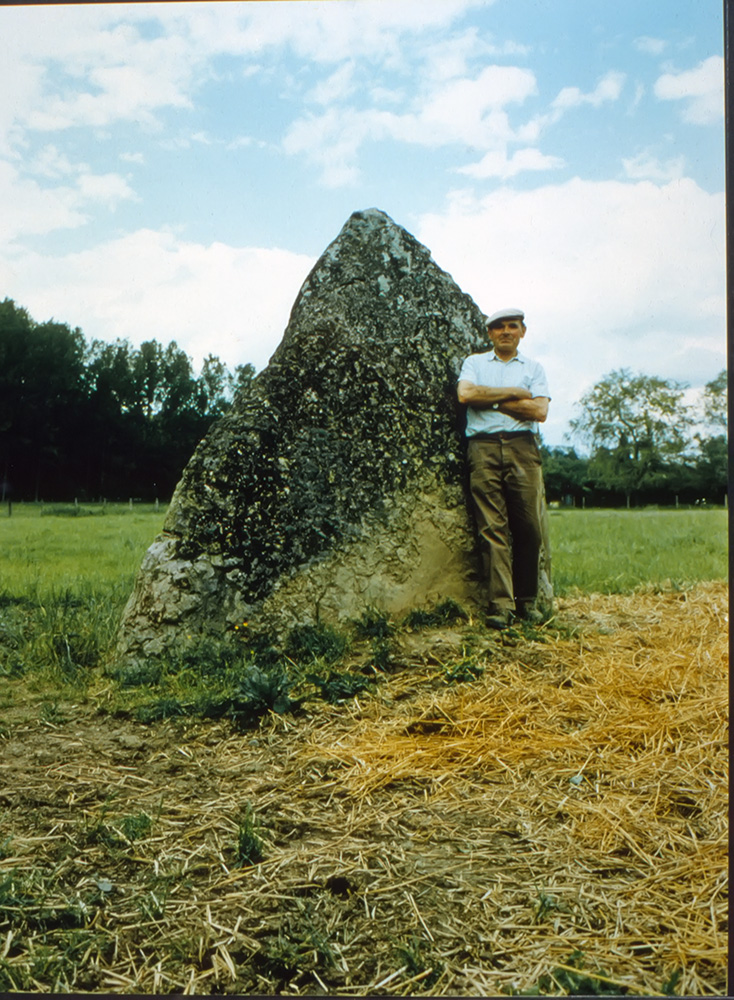
Menhir Pierre aux Sorciers